# Villavedeo
Villavedeo es una localidad del municipio burgalés de Merindad de Cuesta-Urria, en la comunidad autónoma de Castilla y León (España). 
La iglesia parroquial está dedicada a san Andrés Apóstol.

## Localidades limítrofes
Confina con las siguientes localidades:
- Al noreste con Las Quintanillas.
- Al sureste con Villapanillo.
- Al suroeste con Nofuentes.
- Al oeste con Cebolleros.

## Demografía
Evolución de la población
| Gráfica de evolución demográfica de Villavedeo entre 2000 y 2017   |
|                                                                    |
| Población de derecho (2000-2017) según el padrón municipal del INE |

## Historia
Así se describe a Villavedeo en el tomo XVI del Diccionario geográfico-estadístico-histórico de España y sus posesiones de Ultramar, obra impulsada por Pascual Madoz a mediados del siglo XIX:

Villa en la provincia, audiencia territorial, capitanía general y diócesis de Burgos (14 leguas), partido judicial de Villarcayo (3), ayuntamiento del Valle de Tovalina (2). Situada en terreno llano, con buena ventilación, y clima templado y saludable, aunque sujeto a constipados, y fiebres intermitentes. Tiene 19 casas; una iglesia parroquial (San Andrés) servida por un cura párroco. El término confina N las Quintanillas; E Villapanillo; S Nofuentes, y O Cebolleros. El terreno es de mediana calidad; le fertiliza un arroyuelo; la parte montuosa, está poblada de robles. Los caminos son locales. El correo se recibe de Medina de Pomar. Producciones: cereales, legumbres y patatas; cría ganado lanar, y caza de perdices. Población: 12 vecinos, 42 almas. Capital productivo: 112.200 reales. Imponible: 963.
Diccionario geográfico-estadístico-histórico de España y sus posesiones de Ultramar

Durante la Guerra de Independencia, uno de nuestros paisanos tuvo también un papel activo. El 10 de mayo de 1813, Eugenio Basurto Lences, natural de Villavedeo y soldado del 4º Batallón de Iberia, muere en la riojana villa de Valgañón, lugar de la retaguardia donde este batallón hostigaba a las fuerzas napoleónicas en su retirara de Burgos a Vitoria. Gracias a los libros parroquiales de Valgañón sabemos que está enterrado en la ermita de Santa Olalla, actual edificio de propiedad particular a la entrada del pueblo por el antiguo camino real.